# Thiodina sylvana
Thiodina sylvana är en spindelart som först beskrevs av Nicholas Marcellus Hentz 1846.  Thiodina sylvana ingår i släktet Thiodina och familjen hoppspindlar. Inga underarter finns listade i Catalogue of Life.